# Nikolai Dmitrijewitsch Kusnezow (Maler)

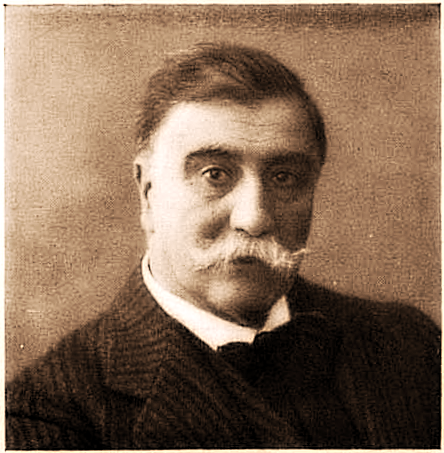
Nikolai Kusnezow vor 1914

Nikolai Dmitrijewitsch Kusnezow (russisch Николай Дмитриевич Кузнецов, ukrainisch Микола Дмитрович Кузнецов Mykola Dmytrowytsch Kusnezow; * 2. Dezemberjul. / 14. Dezember 1850greg. 2. Dezember 1850 in Stepanowka, Gouvernement Cherson, Russisches Kaiserreich; † 2. März 1929 in Sarajewo, Jugoslawien) war ein ukrainischer und russischer Maler und Kunstprofessor an der Russischen Kunstakademie. Seine Arbeit besteht in erster Linie aus Porträt- und Genreszenen.

## Leben

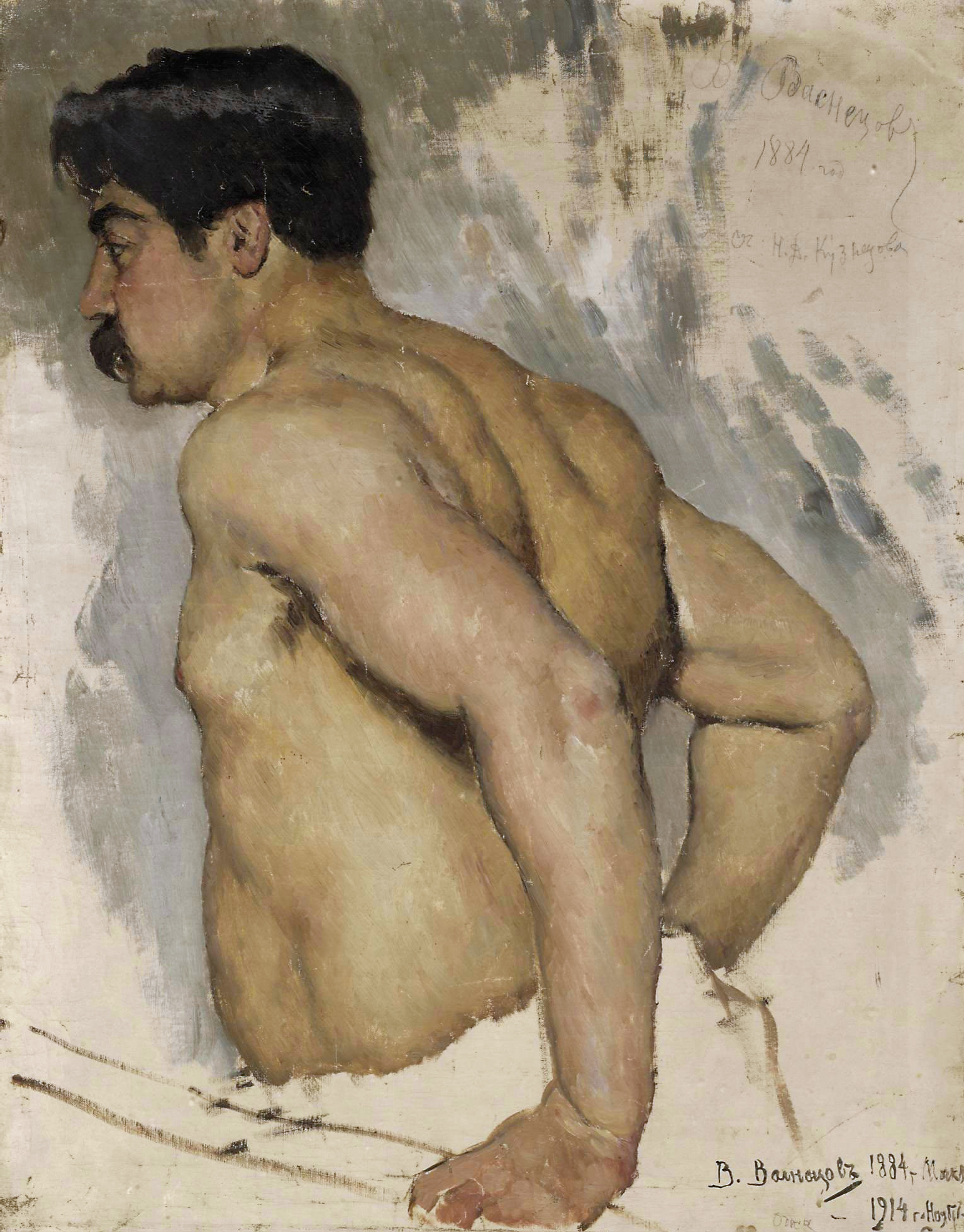
Porträt von Kuznetsov von Viktor Vasnetsov (1884)

Er war der Sohn eines wohlhabenden Landbesitzers und begann die Schule in Odessa, wo sein künstlerisches Talent entdeckt wurde. Er nahm Unterricht an der örtlichen Zeichenschule. Von 1876 bis 1880, besuchte er die Kaiserlich-Russische Akademie der Künste, wo er bei Pawel Tschistjakow studierte. Man hielt ihn für einen guten Studenten, obwohl er die Akademie oft verließ, um in seinem Familienländereien zu malen. Zu dieser Zeit widersetzte er sich dem Wunsch seiner Familie, indem er eine Frau aus der Arbeiterklasse, die dort beschäftigt war, heiratete.
Nach dem Schulabschluss stellte er häufig in Russland und in der Ukraine aus und bekam zahlreiche Malaufträge. Unter den von ihm Porträtierten waren Pjotr Tchaikowsky und Ilja Iljitsch Metschnikow. Während dieser Zeit besuchte er häufig die Abramtsevo Kolonie. Er stand oft anderen Malern Modell aufgrund seiner großen, kraftvollen Statur.
Nach einem Unfall 1889 war er auf Krücken angewiesen, daher arbeitete er von da an nur noch in einem Studio auf seinem Landsitz, welches sich zu einem Treffpunkt der kreativen Gesellschaft entwickelte. Zu den Gästen gehörte Fjodor Schaljapin. 1893, nach einer teilweisen Genesung zog er mit seinem Studio nach Odessa um und stellte aus. Zwei Jahre später wurde ihm eine Professur an der Imperialistischen Akademie angeboten, an der er Schlachtenmalerei unterrichtete. 1897 kehrte er nach Odessa zurück. Im Jahr 1900 wurde er Mitglied der Akademie und Mitglied der Peredwischniki. Im gleichen Jahr stellte er an der Pariser Weltausstellung aus. Später reiste er ausgiebig zu weiteren Ausstellungen in Europa.
Als die Weiße Armee während des russischen Bürgerkrieges 1920 zurückwich, emigrierte er mit seiner Familie ins Königreich Jugoslawien, wohnte zuletzt in Sarajewo, wo er 1929 starb.
Seine Tochter war die Opernsängerin Maria Nikolajewna Kuznetsova-Benois.

## Ausgewählte Porträts

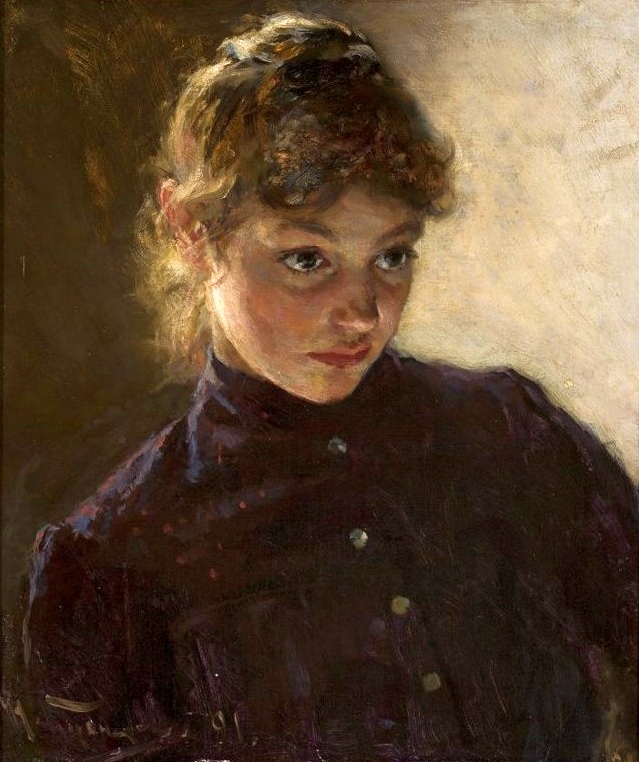
Junges Mädchen (1891)
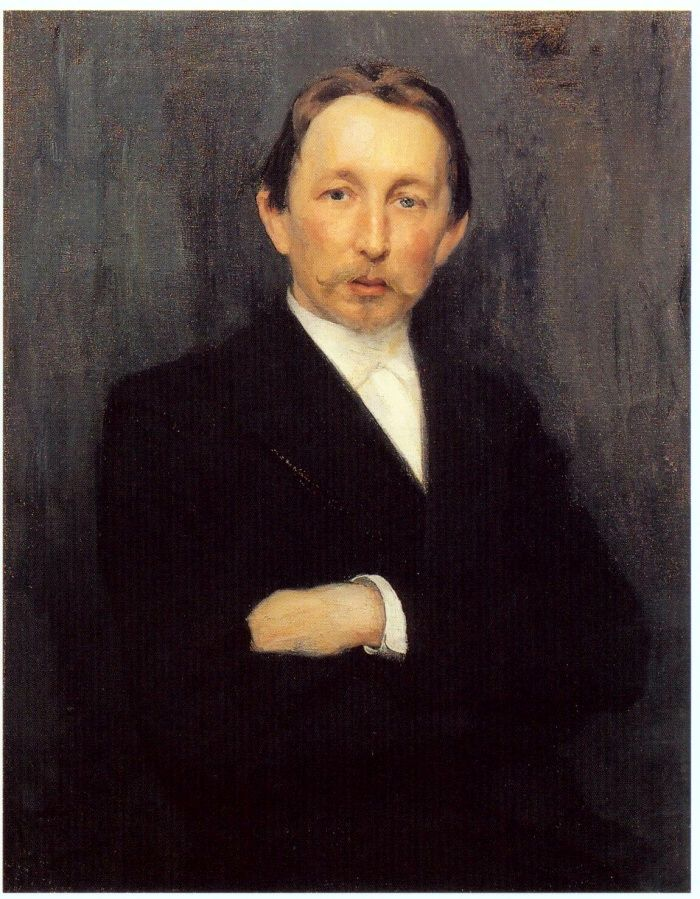
Apollinari Wasnezow (1897)
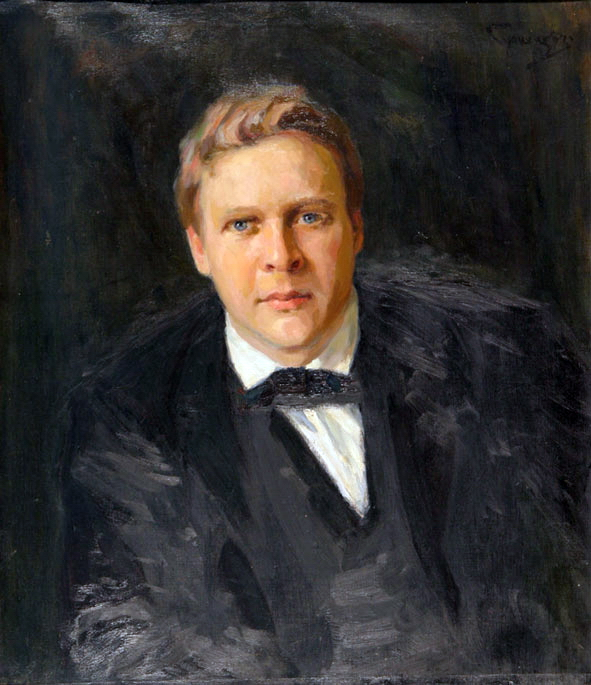
Fjodor Schaljapin (1902)
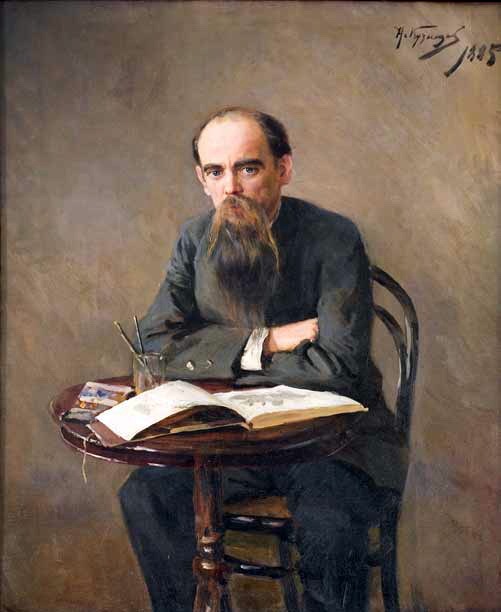
Jefim Wolkow (1885)
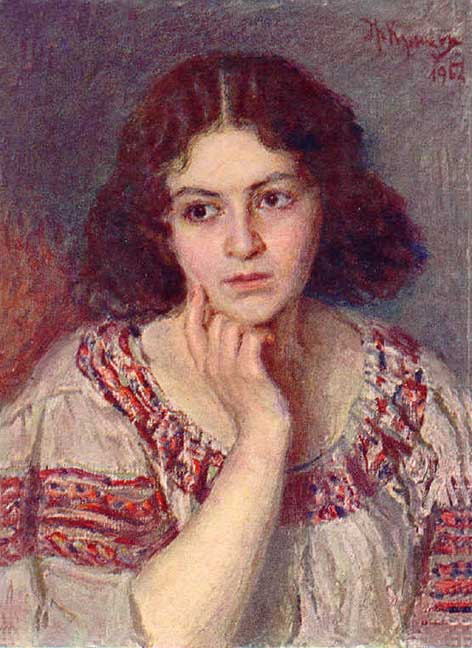
Seine Tochter im Opernkostüm Mazeppa (1907)